# جواز سفر الفاتيكان
مصطلح «جواز سفر الفاتيكان» يمكن أن يعني إما جواز سفر صادر عن الكرسي الرسولي أو صادر عن دولة الفاتيكان. يمكن للدولة أن تصدر جوازات السفر العادية للمواطنين. الكرسي الرسولي يصدر جوازات السفر الشخصية والدبلوماسية والخدمية.
يوجد حوالي 800 شخص من مدينة الفاتيكان، أكثر من 450 لديهم حقوق المواطنة في الفاتيكان. تشمل هذه الحرس السويسري البالغ 135 تقريبا. وايضا نفس العدد من مواطني الدولة يعيشون في بلدان مختلفة، وعلى رأسها في السلك الدبلوماسي للكرسي الرسولي.
يصنف قانون دولة الفاتيكان بشأن الجنسية والإقامة الذي صدر في 22 فبراير 2011، المواطنين إلى ثلاث فئات:
1. الكرادلة المقيمين في مدينة الفاتيكان أو في روما؛
2. دبلوماسي الكرسي الرسولي.
3. الأشخاص الذين يقيمون في مدينة الفاتيكان بسبب خدماتهم.[2]

بالنسبة للفئة الثالثة فقط، يلزم منح الجنسية فعليًا.
جوازات السفر الصادرة عن مدينة الفاتيكان باللغات الإيطالية والفرنسية والإنجليزية، والجوازات الصادرة عن الكرسي الرسولي باللغات اللاتينية والفرنسية والإنجليزية.